# BBS

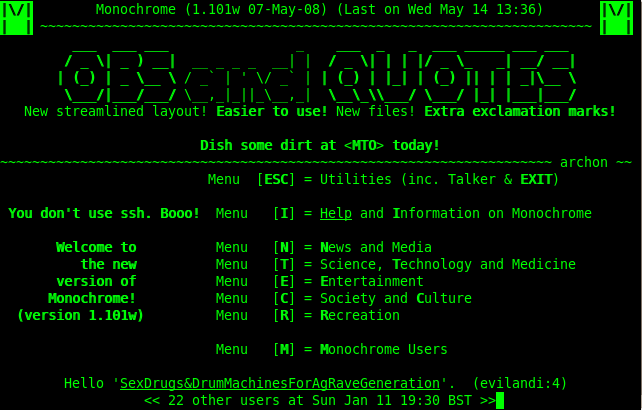

BBS (англ. Bulletin Board System — електронна дошка оголошень) — спосіб спілкування користувачів комп'ютерів через комутовані телефонні мережі, який широко використовувався до часів широкого поширення кабельних комп'ютерних мереж. За даними журналу Infoworld близько 60000 BBS обслуговували 17 мільйонів користувачів тільки у США в 1994 році. Ринок був набагато більший, ніж онлайн сервіс CompuServe.
Спочатку BBS утримували різноманітні компанії і доступ до них був платний. Поява недорогого доступу до мережі Інтернет через телефонний модем та веббраузера Mosaic надали перевагу у зручності користування та доступу, що значно переважала таку у систем BBS. Це призвело до різкого краху провайдерів сервісу, розробників ПЗ для BBS та ринку цих послуг починаючи з 1994 року. Згодом, як хобі, їх стали відкривати і приватні особи. Доступ до приватних BBS безкоштовний.
Загалом, сучасний стан BBS — це ностальгічне хобі, хоча в деяких регіонах (напр. PTT Bulletin Board System на Тайвані та місцеві BBS в Китаї) сервіс зберігає значну популярність серед молоді.
В наш час доступ до більшості BBS надається через Telnet.